# Andrzej Nowakowski (ortopeda)
Andrzej Marian Nowakowski (ur. 19 grudnia 1948 w Czarnkowie, zm. 29 grudnia 2021) – polski ortopeda, specjalista chirurgii urazowo-ortopedycznej, prof. dr hab.

## Życiorys
W 1973 ukończył studia medyczne w Akademii Medycznej im. Karola Marcinkowskiego w Poznaniu, w 1982 obronił pracę doktorską, 19 maja 2004 habilitował się na podstawie pracy zatytułowanej Wpływ rozległości stabilizacji wielosegmentowej tylnej na pooperacyjną kompensację kręgosłupa w skoliozie idiopatycznej. 29 stycznia 2018 nadano mu tytuł profesora w zakresie nauk medycznych.
Pełnił funkcję kierownika Kliniki Chirurgii Kręgosłupa, Ortopedii i Traumatologii na Wydziale Nauk o Zdrowiu Uniwersytetu Medycznego im. Karola Marcinkowskiego w Poznaniu.
Był zatrudniony na stanowisku profesora nadzwyczajnego na Wydziale Fizjoterapii Olsztyńskiej Szkoły Wyższej im. Józefa Rusieckiego oraz profesora zwyczajnego w Wyższej Szkole Pedagogiki i Administracji im. Mieszka I w Poznaniu.
W 2021 odznaczony Krzyżem Wolności i Solidarności i Krzyżem Oficerskim Orderu Odrodzenia Polski.
Zmarł 29 grudnia 2021 (przeżył ciężki wypadek samochodowy, po którym przebywał na oddziałach intensywnej terapii). Pochowany został na cmentarzu parafii św. Andrzeja Apostoła w Poznaniu-Spławiu.